# Johannes Reich (Rechtswissenschafter)
Johannes Reich (* 1975 in Winterthur) ist ein Schweizer Rechtswissenschaftler.

## Leben
Johannes Reich wuchs in Marthalen auf und studierte von 1996 bis 2002 Rechtswissenschaften (Lizentiat) an der Universität Zürich. 2005 erwarb er das Anwaltspatent des Kantons Zürich und war danach wissenschaftlicher Assistent bei René Rhinow am Lehrstuhl für Öffentliches Recht an der Universität Basel und als Stipendiat des Schweizerischen Nationalfonds zur Förderung der wissenschaftlichen Forschung Gastforscher am Max-Planck-Institut für ausländisches öffentliches Recht und Völkerrecht in Heidelberg. Von 2007 bis 2008 absolvierte er ein LL.M.-Studium an der Yale Law School, wo er auch als Research Assistant von Aharon Barak tätig war. Nach dem Doktorat 2009 an der Juristischen Fakultät der Universität Basel (summa cum laude; Professor-Walther-Hug-Dissertationspreis) arbeitete er zunächst als praktizierender Rechtsanwalt in einer grossen Wirtschaftskanzlei in Bern. 2012 wurde er zum Assistenzprofessor für Staats- und Verwaltungsrecht an der Universität Zürich berufen. 2017 hat er sich an der Universität Zürich für Staatsrecht, Verwaltungsrecht, vergleichendes Verfassungs- und Verwaltungsrecht sowie Völkerrecht habilitiert (Lehrbefugnis). Seit 2018 ist er Professor für Öffentliches Recht, Umweltrecht und Energierecht an der Universität Zürich. Seit 2022 ist er Mitglied der Schulkommission der Kantonsschule Büelrain in Winterthur.
Johannes Reich ist u. a. Mitglied der Vereinigung der Deutschen Staatsrechtslehrer und der Vereinigung für Verfassungsgeschichte.

## Forschungsinteressen
Johannes Reichs Forschungsinteressen liegen im schweizerischen und vergleichenden Verfassungsrecht, im Klimaschutzrecht und im vergleichenden und schweizerischen Verwaltungsrecht.

## Schriften (Auswahl)
- Grundsatz der Wirtschaftsfreiheit. Evolution und Dogmatik von Art. 94 Abs. 1 und 4 der Bundesverfassung der Schweizerischen Eidgenossenschaft vom 18. April 1999. Zürich 2011, ISBN 978-3-03751-359-0.
- "Originalismus" als methodologischer Scheinriese und verfassungspolitische Konterrevolution. Rechtsvergleichende Kritik der Auslegung der Verfassung der Vereinigten Staaten von Amerika aufgrund ihres Wortlautes in seiner ursprünglichen Bedeutung. In: Jahrbuch des öffentlichen Rechts der Gegenwart 65 (2017), ISBN 978-3-16-155255-7, S. 713–742.
- als Herausgeber mit Kurt Affolter, Peter Breitschmid und Daniel Steck: Cyril Hegnauer. Gesammelte Schriften aus Anlass seines 90. Geburtstags. Zürich 2011, ISBN 978-3-7255-6262-6.